# Baymax et les Nouveaux Héros
 (février 2021).
- Si vous ne connaissez pas le sujet, laissez ce bandeau (vous pouvez alors contacter les auteurs).
- Si vous supprimez le contenu mis en cause (vous pouvez préalablement contacter les auteurs),

argumentez précisément cette suppression dans la page de discussion
(un manque de référence n'est pas un argument ; une recherche réelle de référence doit avoir été effectuée, être formellement documentée).
 (mai 2018).
Si vous disposez d'ouvrages ou d'articles de référence ou si vous connaissez des sites web de qualité traitant du thème abordé ici, merci de compléter l'article en donnant les références utiles à sa vérifiabilité et en les liant à la section « Notes et références ».
Baymax et les Nouveaux Héros (Big Hero 6: The Series) est une série d'animation américaine diffusée en 2017 sur Disney Channel et Disney XD. Elle est dans la continuité du film, qui est basé sur les bandes dessinées Marvel.
La série est diffusée en France du 18 février 2018 au 30 avril 2020 sur Disney XD et régulièrement depuis le 9 juin 2018 sur Disney Channel. Au Canada, la série est diffusée sur La Chaîne Disney.

## Synopsis
Baymax et les nouveaux héros est un spectacle animé qui suit l'histoire de Hiro Hamada, un jeune prodige de la robotique, et de son robot Baymax. Ils s'associent à un groupe de jeunes appelés les Nouveaux Héros pour combattre un super-vilain. Le groupe doit surmonter les obstacles et travailler ensemble pour sauver leur ville. Le dessin animé explore les thèmes de l’amitié, du courage et de la résilience, tout en proposant une aventure passionnante aux téléspectateurs de tous âges. Baymax and the New Heroes allie habilement action et émotion à travers des personnages attachants et des scènes spectaculaires. La série aborde également des problématiques plus profondes, comme le deuil et la recherche de sa place dans le monde. Avec des éléments de comédie et de suspense, Baymax and the New Heroes captive le public tout en transmettant des messages positifs sur l'importance de l'entraide et du travail d'équipe. Baymax and the New Heroes a connu un grand succès auprès du public et des critiques, salué pour sa capacité à toucher émotionnellement les téléspectateurs tout en délivrant une histoire captivante et des messages positifs. Les personnages bien développés et l'intrigue passionnante ont contribué à faire de ce programme d'animation un incontournable pour les fans de films familiaux et d'aventures. En explorant des thèmes universels tels que l'amitié, le courage et la résilience, Baymax et les nouveaux héros a touché un large public et laissé une impression durable dans le cœur des spectateurs. L'animation visuellement captivante de Baymax et les nouveaux héros, combinée à une bande-son immersive, transporte les spectateurs dans un monde fantastique rempli de technologie futuriste et d'émotions authentiques. Les interactions entre les personnages principaux offrent des moments touchants et drôles qui ajoutent de la profondeur à l'histoire.

## Distribution

### Voix originales
- Ryan Potter : Hiro Hamada
- Scott Adsit : Baymax
- Jamie Chung : Go Go Tomago
- Génesis Rodríguez : Honey Lemon
- Khary Payton : Wasabi
- Brooks Wheelan (en) : Fred
- Maya Rudolph : tante Cassie
- David Shaughnessy (en) : Heathcliff
- Alan Tudyk : Alistair Krei
- Andrew Scott : Robert « Obake » Aken
- Mara Wilson : Liv et Di Amara
- Christy Carlson Romano : Trina
- Isabella Gomez : Megan Cruz

### Voix françaises
- Robin Ledroit : Hiro Hamada
- Arnaud Crèvecoeur / Kyan Khojandi[n 1] : Baymax
- Mélissa Windal : Go Go Tomago
- Claire Tefnin : Honey Lemon
- Pierre Lognay : Wasabi
- Olivier Prémel : Fred
- Fanny Roy : tante Cassie
- Alessandro Bevilacqua : Minimax
- Myriem Akheddiou : la professeure Granville
- Franck Dacquin : Alistair Krei
- Sophie Frison : Karmi
- David Manet : Bob Aken/Obake
- Sandrine Henry : Liv et Di Amara
- Alain Eloy : le baron Von Vapeur et Robert Callagan
- Micheline Tziamalis : Momakase
- Pierre Le Bec : Noodle Burger Boy
- Grégory Praet : M. Sparkels et Chris
- Philippe Allard : Dids et le gluant
- Gauthier de Fauconval : Richardson Mole
- Dominique Wagner : Trina
- Caroline Vandjour : Megan Cruz et Olivia
- Sébastien Hébrant : le chef Diego Cruz (le père de Megan)
- Alexis Flamant : Tadashi Hamada

Version française
- Société de doublage : Dubbing Brothers
- Direction artistique : Alexis Flamant (dialogues) et Patrick Waleffe (chansons)
- Adaptation : Caroline Vandjour et Csilla Fraichard (dialogues), Sauvane Delanoë (chansons)

Source VF : carton de doublage.

## Épisodes
| Saison | Saison         | Épisodes | Épisodes | États-Unis        | États-Unis       | France            | France            |
| Saison | Saison         | Épisodes | Épisodes | Début             | Fin              | Début             | Fin               |
| ------ | -------------- | -------- | -------- | ----------------- | ---------------- | ----------------- | ----------------- |
|        | 1              | 22       | 22       | 20 novembre 2017  | 13 octobre 2018  | 18 février 2018   | 30 mars 2019      |
|        | Baymax et...   | 6        | 6        | 31 mai 2018       | 20 juin 2018     | 25 février 2018   | 15 avril 2018     |
|        | Baymax Chibis  | 12       | 12       | 6 novembre 2018   | 23 avril 2019    | 9 septembre 2019  | 24 septembre 2019 |
|        | Baymax & Mochi | 3        | 3        | 6 mai 2019        | 21 mai 2019      | 8 septembre 2019  | 19 septembre 2019 |
|        | 2              | 24       | 13       | 6 mai 2019        | 5 septembre 2019 | 23 septembre 2019 | 4 décembre 2019   |
|        | 2              | 24       | 11       | 6 septembre 2019  | 8 février 2020   | 5 décembre 2019   | 16 septembre 2020 |
|        | 3              | 10       | 10       | 21 septembre 2020 | 15 février 2021  | 8 septembre 2021  | 8 septembre 2021  |

### Saison 1 (2017-2018)
| No | #  | Titre français                           | Titre original                 | Diffusion originale | Code prod.  |
| -- | -- | ---------------------------------------- | ------------------------------ | ------------------- | ----------- |
| 1  | 1  | Baymax et les Nouveaux Héros - Le Retour | Baymax Returns                 | 20 novembre 2017    | 101-102     |
| 2  | 2  | Les Survoltées                           | Issue 188                      | 9 juin 2018         | 103         |
| 3  | 3  | Ma nouvelle colocataire                  | Big Roommates 2                | 9 juin 2018         | 104         |
| 4  | 4  | Le gala de Fred                          | Fred's Bro-Tillion             | 10 juin 2018        | 105         |
| 5  | 5  | Concours de cuisine                      | Food Fight                     | 10 juin 2018        | 106         |
| 6  | 6  | La Forêt de Muirahara                    | Muirahara Woods                | 16 juin 2018        | 107         |
| 7  | 7  | Mode Échec                               | Failure Mode                   | 23 juin 2018        | 108         |
| 8  | 8  | Le garde du pote                         | Aunt Cass Goes Out             | 30 juin 2018        | 109         |
| 9  | 9  | Un patient impatient                     | The Impatient Patient          | 7 juillet 2018      | 110         |
| 10 | 10 | Le parcours de M. Sparkles               | Mr. Sparkles Loses His Sparkle | 14 juillet 2018     | 111         |
| 11 | 11 | Ordre contre chaos                       | Killer App                     | 21 juillet 2018     | 112         |
| 12 | 12 | Sur la Touche                            | Small Hiro One                 | 28 juillet 2018     | 113         |
| 13 | 13 | Super-Force                              | Kentucky Kaiju                 | 4 août 2018         | 114         |
| 14 | 14 | La semaine de la Rivalité                | Rivalry Weak                   | 11 août 2018        | 115         |
| 15 | 15 | Panda Rouge et Les Nouveaux Héros        | Fan Friction                   | 18 août 2018        | 116         |
| 16 | 16 | Renfort Mini-Maximal                     | Mini-Max                       | 25 août 2018        | 117         |
| 17 | 17 | Un nouveau dans l'équipe                 | Big Hero 7                     | 8 septembre 2018    | 118         |
| 18 | 18 | Un problème de taille                    | Big Problem                    | 15 septembre 2018   | 119         |
| 19 | 19 | Inverser la Vapeur                       | Steamer's Revenge              | 22 septembre 2018   | 120         |
| 20 | 20 | Retour aux sources                       | The Bot Fighter                | 29 septembre 2018   | 121         |
| 21 | 21 | La maison hantée                         | Obake Yashiki                  | 6 octobre 2018      | 122         |
| 22 | 22 | Catastrophe imminente                    | Countdown to Catastrophe       | 13 octobre 2018     | 123-124-125 |

### Baymax et…(2018)
| No | # | Titre français        | Titre original         | Diffusion originale |
| -- | - | --------------------- | ---------------------- | ------------------- |
| 4  | 1 | Baymax et Hiro        | Baymax and Hiro        | 14 juin 2018        |
| 6  | 2 | Baymax et Honey Lemon | Baymax and Honey Lemon | 20 juin 2018        |
| 3  | 3 | Baymax et Wasabi      | Baymax and Wasabi      | 6 juin 2018         |
| 2  | 4 | Baymax et Go Go       | Baymax and Go Go       | 1er juin 2018       |
| 5  | 5 | Baymax et Mochi       | Baymax and Mochi       | 18 juin 2018        |
| 1  | 6 | Baymax et Fred        | Baymax and Fred        | 31 mai 2018         |

### Baymax Chibis(2018-2019)
| No | #  | Titre français          | Titre original  | Diffusion originale |
| -- | -- | ----------------------- | --------------- | ------------------- |
| 1  | 1  | Faire du pop-corn       | Making Popcorn  | 6 novembre 2018     |
| 3  | 2  | Sauver Mochi !          | Save Mochi      | 20 novembre 2018    |
| 6  | 3  | Problème de chewing-gum | Gumball Trouble | 5 février 2019      |
| 5  | 4  | Ronflements             | Snoring         | 27 novembre 2018    |
| 8  | 5  | Super-charge            | Super Charged   | 9 février 2019      |
| 2  | 6  | Mochi, non !            | Mochi No!       | 13 novembre 2018    |
| 4  | 7  | Noodle chante           | Noodle Song     | 20 novembre 2018    |
| 10 | 8  | Road trip               | Road Trip       | 9 avril 2019        |
| 7  | 9  | Lettres d'amour         | Love Letters    | 12 février 2019     |
| 4  | 10 | Batterie faible         | Low Battery     | 2 avril 2019        |
| 11 | 11 | Super-chauffeur         | Super Driver    | 12 avril 2019       |
| 12 | 12 | Mission Brunch          | Brunch Rush     | 23 avril 2019       |

### Baymax & Mochi(2019)
| No | # | Titre français         | Titre original          | Diffusion originale |
| -- | - | ---------------------- | ----------------------- | ------------------- |
| 3  | 1 | La chambre en désordre | Messy Room              | 21 mai 2019         |
| 1  | 2 | Fleurs et Papillons    | Flowers and Butterflies | 6 mai 2019          |
| 2  | 3 | Le jouet de Mochi      | Mochi and his Toy       | 14 mai 2019         |

### Saison 2 (2019-2020)
Une seconde saison a été confirmée le 14 mars 2017.
| No                          | #                           | Titre français                       | Titre original              | Diffusion originale         | Code prod.                  |                             |
| Partie 1: Ville de monstres | Partie 1: Ville de monstres | Partie 1: Ville de monstres          | Partie 1: Ville de monstres | Partie 1: Ville de monstres | Partie 1: Ville de monstres | Partie 1: Ville de monstres |
| --------------------------- | --------------------------- | ------------------------------------ | --------------------------- | --------------------------- | --------------------------- | --------------------------- |
| 23                          | 1                           | Stages en entreprise                 | Internabout                 | 6 mai 2019                  | 201                         |                             |
| 24                          | 2                           | La 7ème roue du carrosse             | Seventh Wheel               | 7 mai 2019                  | 202                         |                             |
| 25                          | 3                           | L'homme-monstre                      | Prey Date                   | 8 mai 2019                  | 203                         |                             |
| 26                          | 4                           | Anguille sous roche                  | Something's Fishy           | 9 mai 2019                  | 204                         |                             |
| 27                          | 5                           | Le nouveau monstre gluant            | Nega-Globby                 | 10 mai 2019                 | 205                         |                             |
| 28                          | 6                           | Le concours de conduite maxi-déjanté | The Fate of the Roommates   | 13 mai 2019                 | 206                         |                             |
| 29                          | 7                           | Muira-horreur !                      | Muira-Horror!               | 14 mai 2019                 | 207                         |                             |
| 30                          | 8                           | Monstrueusement mignon               | Something Fluffy            | 15 mai 2019                 | 208                         |                             |
| 31                          | 9                           | Supersonic Sue                       | Supersonic Sue              | 16 mai 2019                 | 209                         |                             |
| 32                          | 10                          | Le détecteur de mensonges            | Lie Detector                | 17 mai 2019                 | 210                         |                             |
| 33                          | 11                          | Fanfictions à rebonds                | Write Turn Here             | 3 septembre 2019            | 211                         |                             |
| 34                          | 12                          | Ville de monstres - Partie 1         | City of Monsters – Part One | 4 septembre 2019            | 212                         |                             |
| 35                          | 13                          | Ville de monstres - Partie 2         | City of Monsters – Part Two | 5 septembre 2019            | 213                         |                             |
| Partie 2: Fugitifs          |                             |                                      |                             |                             |                             |                             |
| 36                          | 14                          | Problème mini-maximal                | Mini-Maximum Trouble        | 6 septembre 2019            | 214                         |                             |
| 37                          | 15                          | El Fuego                             | El Fuego                    | 9 septembre 2019            | 215                         |                             |
| 38                          | 16                          | Le Gluant en moi                     | The Globby Within           | 10 septembre 2019           | 216                         |                             |
| 39                          | 17                          | Hardlight                            | Hardlight                   | 11 septembre 2019           | 217                         |                             |
| 40                          | 18                          | Le cadeau perdu                      | The Present                 | 7 décembre 2019             | 218                         |                             |
| 41                          | 19                          | Hiro le méchant                      | Hiro the Villain            | 4 janvier 2020              | 219                         |                             |
| 42                          | 20                          | Portail instable                     | Portal Enemy                | 11 janvier 2020             | 220                         |                             |
| 43                          | 21                          | Fred le fugitif                      | Fred the Fugitive           | 18 janvier 2020             | 221                         |                             |
| 44                          | 22                          | Méga Boom                            | Major Blast                 | 25 janvier 2020             | 222                         |                             |
| 45                          | 23                          | Ne crains rien                       | Fear Not                    | 1er février 2020            | 223                         |                             |
| 46                          | 24                          | Héritages                            | Legacies                    | 8 février 2020              | 224-225                     |                             |

### Saison 3 (2020-2021)
Une troisième saison a été confirmée le 16 avril 2019.
| No | #  | Titre français                                    | Titre original                          | Diffusion originale | Code prod. |
| -- | -- | ------------------------------------------------- | --------------------------------------- | ------------------- | ---------- |
| 47 | 1  | Les robots-mascottes                              | The Hyper-Potamus Pizza-Party-Torium    | 21 septembre 2020   | 301        |
| 48 | 2  | Maire pour un jour / Un été fou en toutous        | Mayor for a Day The Dog Craze of Summer | 28 septembre 2020   | 302        |
| 49 | 3  | Échange de puces / Maxi burger aux mini nouilles  | Trading Chips Mini Noodle Burger Max    | 5 octobre 2020      | 303        |
| 50 | 4  | Un visage amical / Les nouveaux Chibis            | A Friendly Face Big Chibi 6             | 12 octobre 2020     | 304        |
| 51 | 5  | Cobra et Mangouste / Le nouveau Fred              | Cobra and Mongoose Better Off Fred      | 26 octobre 2020     | 305        |
| 52 | 6  | La bataille des Nouveaux Héros / Go Go la Woweroo | Big Hero Battle Go Go the Woweroo       | 2 novembre 2020     | 306        |
| 53 | 7  | Le nouveau Néga-Gluant / La reine de Spamibie     | The New Nega-Globby De-Based            | 9 novembre 2020     | 307        |
| 54 | 8  | Pas si SFIT / Retour à Sycorax                    | The MiSFIT Return to Sycorax            | 1er février 2021    | 308        |
| 55 | 9  | Un nouveau Sparkles / Le Noodle Burger Plan       | A Fresh Sparkles Noodle Burger Ploy     | 8 février 2021      | 309        |
| 56 | 10 | Soirée Krei-oké / Conséquences pour les Mascottes | Krei-oke Night The Mascot Upshot        | 15 février 2021     | 310        |

## Personnages

### Alliés
- Professeur Grace Granville : une ancienne prof de l’ITFS où elle pousse ses élèves à dépasser leurs limites en particulier son meilleur élève Bob Aken qu'elle a autorisé à continuer ses travaux le soir. Une nuit, elle découvre que Bob est blessé gravement par sa création, se sent coupable et décide de démissionner. Après les événements de Callagan, elle décide de revenir en tant que doyen et professeur bien décidée à ne plus refaire les mêmes erreurs en ajoutant des limites, se montrant stricte et sévère avec ses élèves y compris avec Hiro. Le jour des portes ouvertes, elle fut choquée de revoir son ancien élève devenue adulte se faisant appelé Obake qui avait bien changé après l’accident. Elle sait l’identité des Nouveaux Héros et a juré de garder leurs secret. Elle les aide à mieux faire leur mission de héros mais réalise qu’ils se débrouillent déjà comme il le faut.
- Alistair Krei : le PDG de Krei Tech est une personnalité les plus riches de la ville, il connaît l’identité des Nouveaux Héros après être sauvé de Callaghan, il est la cible des super vilains par les appareils de l’entreprise où les Nouveaux Héros interviennent pour lui poser des questions. Il recrute Hiro comme stagiaire où son job était d’aller chercher le café où à la blanchisserie mais il réalisera le potentiel de Hiro et décide de le prendre en considération. Il est insupportable, ne prend pas en considération les autres et les conséquences de ses actions. Il s’y connaît un rayon sur l’art de la survie en forêt, il est amer les jours de Noël à cause de son enfance.
- Frédérick Frédérickson III : Il est le père de Fred et une des personnalités les plus riches de la ville, il est aussi en secret l’ancien super héros de la San Fransokyo "Super-Patron" qui combattait des super vilains comme le Baron Von Vapeur où Supersonic Sue. Il a également engagé Heathcliff à cette époque pour être son majordome, et l'a formé à tout ce qu'il savait pour aider dans les missions et a également engagé l'architecte Roddy Blair pour créer sa chambre secrète de super-héros à l'intérieur de son propre manoir. Il a même affronté Mega Boom pour surmonter ses faiblesses pour mieux combattre les super vilains et découvre que c’était sa femme derrière le masque. Il prend sa retraite à la naissance de Fred mais parcourant le monde, il aida les Nouveaux Héros lorsque son fils découvrit sa cachette secrète, en leur renseignant sur ses anciennes ennemies.
- MiniMax : un robot inspiré de Baymax en miniature comme son nom l’insidieuse. Il a été créé par Hiro pour qu’il aide Fred à combattre le crime quand le reste de l’équipe est occupé à la fac. Contrairement à Baymax, il s’intéresse au comics où d’autres choses en rapport au super héros ce qui fait de lui le compagnon idéal pour Fred.
- le Gluant : il était autrefois un mauvais voleur des rues qui s’appelait Dids Jusqu’au où il vole le  sac d’Honey Lemon et le neuro transmetteur de Krei. Par accident, il déclencha une boule à chimie, transformant son corps (avec le neuro transmetteur qu'il porte sur la tête) en une créature gélatineuse violet. Avec ce nouveau corps, il se décide à devenir un super vilain, travaillant pour Obake pour accomplir ses plans jusqu’à ce qu’il décide de le trahir en découvrant qu'il voulait détruire la ville (car pour lui ça signifiait détruire les gens y compris son meilleur ami "Carl le truand"), il s’est associé avec les Nouveaux Héros pour sauver la Ville. Après ça, le gluant a décidé de ne plus faire du mal, seulement aider les autres comme aider les Nouveaux héros à arrêter son clone maléfique "le Néga-Gluant". Grâce à son apparence de gélatine, il peut prendre la forme d’un animal qui existe où pas, il peut aussi grâce au neuro transmetteur transformer son corps en forme de substance ou de matériel comme l'eau, le béton, les briques, la glace, le cristal ou le métal et même changer ses propriétés corporelles pour devenir plus mousseux, adhésif, ou acide ; ou générer des substances comestibles comme le chocolat et la crème glacée, et il peut prendre l’apparence de n’importe quelle personne.
- Heathcliff : quand il a reçu son diplôme de majordome, il fut engagé par Frédérique III et lui a fait suivre une formation de docteur, banquier et même fan de montgolfière pour les missions en tant que Super-Patron. C’est un fidèle majordome et chauffeur de la famille  Frédérickson, se mêlant même au délire de Fred. Il est la première personne à connaître des Nouveaux Héros puisqu'il les a aidés à tester leurs équipements lors des événements de Callagan. Il a aidé les nouveaux à infiltrer la course Maxi-Déjanté de Sparkels en se faisant passer pour un riche. Il donne aussi de bons conseils à Fred est dans la déprime.
- Roddy Blair : c’est un architecte surnommé comme "le roi des repaires". Il a travaillé pour Frédérique III pour créer une chambre secrète dans son manoir en tant que Super-Patron, devenant de très bons amis, il a même dû contre son gré créer des bases secrète à des super vilains qui ne l’ont jamais payé. Il fut rappelé des années plus tard par Frédérique III pour créer la base des Nouveaux Héros comme son fils fait partie de l’équipe. Il construisit le repaire dans l’ancienne usine à friandises de la famille Frédérickson, il a créé une salle de réunion avec l’assistante de Base-Max (système d'intelligence artificielle intégré de la base reprenant les capacités de Baymax pour détecter où pour faire des recherches sur les super vilains) ainsi que la salle d’entraînement qui crée des simulations holographiques du lieu de combat avec des robots prennant les apparences holographiques des super vilains qui sont affrontés. Avec l’aide d’Hiro, il créa Giga-Max (un robot géant inspiré de l’ultra armure de Baymax). Il donna de bons conseils aux nouveaux héros grâce aux choses qu’il a apprises grâce à Super-Patron, il rejetât les idées de Fred pour leur base car il considère que c’est inutile et stupide (même les autres sont d’accord avec Roddy sur les idées de Fred).

### Antagonistes
- Yama : Chef d’un groupe de gangsters et un joueur de bot fight, il a été engagé par Obake pour voler le presse papier de Granville jusqu’à ce qu’il échoue. Il eut à faire aux Nouveaux Héros et s'est associé avec des criminels qui les a trahis finalement. Il déteste Hiro après l’avoir battu au bot fight et pour l’avoir mis en prison, il lui arrive de le croiser à de nombreuses reprises. Il utilise le chantage chez les gens pour obtenir ce qu’il veut mais ne tient jamais ses promesses. Il se fait évader où aider par Megayama (un robot qui ressemble à celui qu’il utilise pour ses combats de bot fight)
- Noodle Burger Boy : un robot crée par Krei Tech comme un robot soldat mais devient finalement la mascotte d’une chaîne de restauration rapide « Noodle Burger », jusqu’au jour il fut piraté par Obake et qu’il obéit à ses plans. À la mort d’Obake, Noodle Burger Boy décide d’aider sa sœur Trina à se venger. Ce robot peut analyser les combats de ses adversaires pour les vaincre et tire des rayons laser où des condiments, il se comporte également comme un enfant et utilise le terme de la restauration
- Momakase : une cheffe cuisinière mais aussi une cambrioleuse, elle a été engagée par Obake pour mener à bien ses plans, lorsqu’il échoue, Momakase a travaillé pour Di Amara pour exécuter ses plans. Di la fait muter en un monstre où elle utilise ses ongles (de la même lame que ses couteaux) comme arme nommée Vicarenis jusqu’à ce qu’elle les perde à cause de Bessie, après ça elle décide de travailler pour elle-même. Elle est douée en arts martiaux, elle utilise ses couteaux comme arme
- M. Sparkles : un ancien animateur excentrique d’une émission populaire jusqu’à ce qu’il perde toute sa popularité ce qu’il la poussé à prendre des mauvais choix, le considérant en un criminel. Avec l’argent des candidats de son jeu clandestin, il s’associe avec Di Amara pour se débarrasser des Nouveaux Héros, elle accepte et décide de se servir de lui comme bouc émissaire afin de faire croire que c’est lui le créateur de monstres et le transformant en un monstre qui contrôle les Mayoi nommé Zyeroxelide jusqu’à ce qu’il perde ses pouvoirs à cause de Bessie. Il présente ses combats avec les Nouveaux Héros quand il commet ses crimes.
- Les Survoltées : un duo de danseuses mère-fille qui commet des braquages grâce à la puissance des volts, elles ont été arrêtées à de nombreuses reprises par les Nouveaux Héros jusqu’à se que Di les libère pour les muter en des anguilles électriques à son service nommées Eelectora et Tactirella jusqu’à ce qu’elles redeviennent humaines par Bessie puis renvoyées en prison
- Orso Knox : une des personnalités riche de la ville, il est la première personne à se transformer en un monstre incontrôlable par Di Amara nommé Siranus puis redevenu en humain par Karmi puis redevenue en monstre par Di, puis retransformé en humain par Bessie
- le Baron Von Vapeur : un ancien ennemi de Super-Patron avant la naissance de Fred, il revient en ville pour continuer son combat avec  son ennemi juré mais il se mesure aux Nouveaux Héros à la place. il devient idiot lorsqu´il revient à San Fransokyo, il ne remarque pas la différence avec Super-Patron et son fils, il a une grande admiration de la fête de Noël qu’il le fête avec d’autres super vilains même avec les Nouveaux Héros
- les Supersonic : un duo de patineurs à roulettes de grande-mère-petits-fils. Supersonic Sue était une super vilaine du temps de Super-Patron, elle décide de revenir après avoir vu les exploits de Go go puis jetée en prison. Elle s’est évadée grâce à son petit-fils Supersonic Stu, et forme un duo de super vilain. Sue est très active et une mère poule avec son petit-fils, Stu est costaud mais très peu intelligent et se comporte en bébé avec sa mamie
- le Nega-gluant : crée à partir des échantillons du premier Gluant par Di Amara pour l’obéir mais cette nouvelle version est introuvable donc elle finit par laisse tomber. L’orque le Nega-gluant se fait manger par le vrai gluant, il utilise son corps pour le contrôler jusqu’à ce que les Nouveaux Héros le font sortir de son corps et l’emprisonne  dans un container. Il est plus fort et plus méchant que l’ordinaire
- El Fuego : un catcheur équipé d’une armure robotique où il était embauché pour perdre ses combats. Un jour, il en eut assez et décide de démissionner pour devenir le vrai méchant que les gens appellent pour leur montrer qu’il est le plus fort de la ville, ses actes ont fait de lui un criminel par les Nouveaux Héros
- Hardlight : Ian un employé de Krei Tech maltraité par son patron, doué en jeu vidéo, il porte un costume de son avatar du jeu d’où le nom "Hardlight". Il défie les Nouveaux héros pour qu’ils jouent à son jeu, il est capable de créer des murs, plateforme où des créatures pixelisées mais  il considère le monde comme un jeu vidéo, il est l’un des super vilains à ne pas se faire arrêter par la police
- Obake : un ancien élève du professeur Granville du nom de Bob Aken. Une nuit, il fabrique l’amplificateur d’énergie qui lui a blessé et faillit détruire La fac. L’accident a provoqué chez lui  des dommages à son cerveau ne faisant pas la distinction du bien où du mal. En grandissant, il se nommât  Obake (Obake représente aussi une créature de la mythologie japonaise qui pouvait changer de forme par rapport à la moitié de son visage qui est luminescent, il utilise la tête d’un Obake comme son emblème) et crée Trina comme sa fille et s’est donné comme but de rendre la ville meilleure en recréant la Grande Catastrophe de 1906. Il recrute des super vilains comme le gluant, Momakase et Noodle Burger Boy pour voler les plans de l’Eléonore Shimaoto ainsi que les appareils nécessaires pour l’accomplir. Au même moment il teste l’intelligence de Hiro pour qu’il devienne son apprenti après la destruction de San Fransokyo car il Hiro le fait penser à lui quand il avait son âge. Avant la destruction de son repaire, il libère Baymax pour qu’il y sauve Hiro et reste assis attendant sa fin malgré les demandes de Baymax. Il est très joueur et énigmatique avec les Nouveaux Héros
- Di Amara : une clone de la vraie Liv Amara pour qu’elle crée un remède à son original contre les parasynths, Se faisant passé pour Liv à Sycorax. Elle crée Chris comme assistant et emploie comme méthode de création des monstres en utilisant des supers vilains pour obtenir ce dont elle a besoin pour guérir Liv, elle se sert également de sa stagiaire Karmi pour créer le remède. Lorsque les Nouveaux Héros interfèrent à ses projets, elle envoie ses montres (Eelectora et Tactirella (les Survoltées), Vicaneris (Mamokase), Zyeroxelide (M. Sparkles) et Siranus (Orso Knox)) attaquer la ville est oblige Hiro et Baymax de sauver Liv en échange de quoi Di promet  d’arrêter ses attaques, même si Hiro et Baymax ont sauvé Liv, Di décide de s’en débarrasser jusqu’à ce que Liv désactive les mutations de ses monstres. Elle a été jetée en prison avec Chris
- Chris : une expérience créée par Di pour être son assistant, il a une apparence humaine mais avec les caractéristiques de l'ADN de chien, gorille et d’un gourmet. Il exécute les plans de Di quand il s’agit d’aller chercher ou d’accueillir ses invités. Il a été arrêté comme Di par la Police pour leurs méfaits
- Trina : un robot créé par Obake à l’apparence d'une jeune fille, elle est la fille de Obake et la grande sœur de Noodle Burger Boy. Au début, elle infiltre les combats de Bot Fight pour pirater les robots des joueurs pour commettre des cambriolages ce qui ne fait pas plaisir à son père. À la mort d’Obake, Trina a juré de se venger des Nouveaux Héros, elle se crée un nouveau corps de robot et se fait aider par son petit frère pour continuer les projets de son père. Grâce à un accord avec Krei, elle crée les gardiens du bot pour que la police s’en sert pour capturer les criminels et surtout les Nouveaux Héros mais en réalité c’est pour semer le chaos en ville, jusqu’à ce que les Nouveaux Héros compromettent son plan.